# 天鶴座ε
天鶴座ε，又名CD-5113389，HD 215789、SAO 247593、HR 8675，是天鶴座的一颗恒星，视星等为3.49，位于銀經338.31，銀緯-56.53，其B1900.0坐标为赤經22h 42m 30.9s，赤緯-51° -56.53′ 34″。